# Chiến dịch Borneo (1945)
Lỗi Lua trong Mô_đun:Location_map tại dòng 495: Không có giá trị kinh độ.
Chiến dịch Borneo năm 1945 là chiến dịch lớn cuối cùng của Đồng Minh ở mặt trận Tây Nam Thái Bình Dương trong Chiến tranh thế giới thứ hai. Trong một loạt các cuộc đổ bộ từ 1 tháng 5 đến 21 tháng 7, Quân đoàn số 1 Úc, dưới sự chỉ huy của tướng Leslie Morshead, đã tấn công các lực lượng quân đội Đế quốc Nhật Bản đang chiếm đóng hòn đảo này. Lực lượng Không Hải quân Đồng Minh, phối thuộc vào Hạm đội 7 Hoa Kỳ dưới quyền Đô đốc Thomas Kinkaid, bao gồm Không lực chiến thuật số 1 Úc và Không lực 13 Hoa Kỳ giữ vai trò chi viện hỏa lực quan trọng cho chiến dịch. Về phía Lục quân và Hải quân Nhật, đơn vị Hải Lục hỗn hợp đóng ở phía Đông và Nam đặt dưới quyền chỉ huy của Phó đô đốc Michiaki Kamada. Phía Tây Bắc là phạm vi phòng thủ của Tập đoàn quân số 37, do Trung tướng Baba Masao chỉ huy.

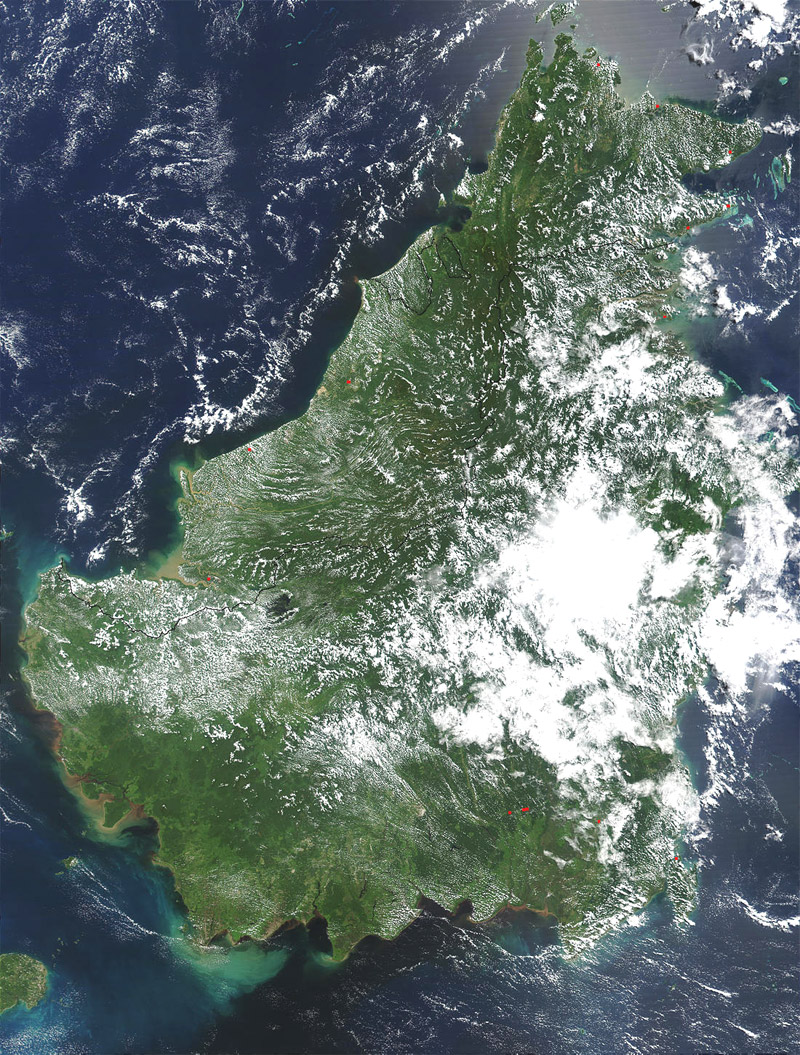
Ảnh chụp từ vệ tinh vị trí của Borneo.

Mặc dù chiến dịch không được hoan nghênh ở Úc vào thời điểm đó, nó vẫn đạt được một số mục tiêu nhất định, như tăng đáng kể số lượng việc cô lập quân đội Nhật tại Đông Ấn, bắt nguồn cung cấp dầu và giải phóng tù binh của Đồng Minh.
Các chiến dịch của Đồng Minh ở Borneo được tiến hành dưới cái tên mật mã "OBOE", và là giai đoạn 2 của chiến dịch "MONTCLAIR" nhằm tiêu diệt lực lượng quân đội Nhật Bản tại địa phương và tái chiếm Đông Ấn thuộc Hà Lan, miền Nam Philippines và Bắc Borneo thuộc Anh. Giai đoạn đầu của "MONTCLAIR", được gọi là "VICTOR", là những cuộc nhảy dù xuống Panay, Cebu và Negros ở Philippines, được hoàn thành vào tháng 4 năm 1945.
Ban đầu "OBOE" đã vạch ra kế hoạch cho 6 giai đoạn: "OBOE 1" chiếm Tarakan; "OBOE 2" chiếm Balikpapan; "OBOE 3" chiếm Banjermasin; "OBOE 4" chiếm Surabaya hoặc Batavia (Jakarta); "OBOE 5" chiếm vùng Đông Ấn thuộc Hà Lan và "OBOE 6" chiếm vùng Bắc Borneo thuộc Anh (Sabah). Cuối cùng chỉ có các chiến dịch tại Tarakan, Balikpapan và Bắc Borneo - ở Labuan và Brunei - được tiến hành. Chiến dịch mở đầu mang tên Oboe One, với các cuộc đổ bộ trên các hòn đảo nhỏ của Tarakan, ngoài khơi bờ biển phía Đông Bắc vào ngày 1 tháng 5 năm 1945. Sau đó, ngày 10 tháng 6 năm 1945 đã bắt đầu chiến dịch Oboe Six: tấn công đồng thời vào đảo Labuan và bờ biển Brunei, phía Tây Bắc Borneo. Một tuần sau, người dân Úc tham gia "Oboe Six" bằng cách tấn công các đơn vị Nhật Bản đóng tại Bắc Borneo. Quân Đồng Minh sau đó chú ý đến các bờ biển trung tâm, với chiến dịch Oboe Two, cuộc đổ bộ lớn cuối cùng của Chiến tranh thế giới thứ hai, tại Balikpapan vào ngày 1 tháng 7 năm 1945.
Những hành động sau cùng là thành lập các chiến dịch cuối của quân đội Úc trong cuộc chiến chống lại Nhật Bản.

## Các trận đánh
- 1 tháng 5 năm 1945 – 25 tháng 6 năm 1945 Trận Tarakan (Chiến dịch Oboe One)
- 10 tháng 6 năm 1945 – 15 tháng 8 năm 1945 Trận Bắc Borneo (Chiến dịch Oboe Six)
- 1 tháng 7 năm 1945 – 21 tháng 7 năm 1945 Trận Balikpapan (Chiến dịch Oboe Two)